# Saga Færeyinga
La Saga Færeyinga (o Saga de los feroeses; feroés: Føroyinga søga), es la historia de cómo los habitantes de las Islas Feroe se convirtieron al cristianismo y pasaron a formar parte del reino de Noruega.

## Origen
Fue escrito en Islandia poco después de 1200. El autor es desconocido y el manuscrito original se ha perdido para la historia, pero los pasajes del manuscrito original se han copiado en otras sagas, sobre todo en tres manuscritos: la saga de Olav Tryggvason, Flateyjarbók, y un manuscrito registrado como AM 62 fol. 

## Sinopsis
El texto inicial es el siguiente:

Hubo un hombre llamado Grímur Kamban; Fue el primero en asentararse en Feroe. Pero en los días de Harald de los Cabellos Hermosos muchos hombres huyeron ante la tiranía del rey.

La saga se inicia con Þorbjörn Götuskeggr (apodo que recibe de su asentamiento en Gøta (Eysturoy), padre de Þrándur Þorbjörnsson, el personaje principal de la saga. Un hermano de Þrándr se llama Sigmundur de Skufoy y era padre dos hijos Brestir y Beinir, vasallos del jarl de Lade Håkon Sigurdsson y dominan la mitad del archipiélago. La otra mitad está bajo el poder de Havgrímur de Suduroy, vasallo de Harald II de Noruega. Þrándr de Gøta se las ingenia para conseguir poder de los vasallos noruegos hasta el regreso de Sigmundur Brestisson de un largo exilio y grandes hazañas vikingas. Sigmundur protagoniza una venganza por la muerte de su padre Brestir, funda un asentamiento en Skufoy y recibe la parte de las islas del jarl. 
La saga resalta la lucha por el poder de Þrándr y su clan familiar por un lado, y por el otro Sigmundur y sus descendientes. Þrándr es pagano y fundamentado en el seidr, no se detiene ante nada para obtener riqueza y poder y es un implacable adversario de los noruegos. Sigmundur, por otro lado, es un noble guerrero y excepcional experto en armas que se convierte en vasallo de Olaf Tryggvason, es bautizado, acepta la parte de las islas de la corona noruega y trae el cristianismo. La saga Færeyinga iguala en suspense y dramatismo a las grandes sagas islandesas.

## Origen de la colonización
El primer hombre en instalarse en las Feroe es, según este texto, Grímur Kamban, que tenía un nombre nórdico y un apellido gaélico. Esto sugiere que podría venir de algún asentamiento de las islas británicas. Muy probablemente Irlanda, donde el reino vikingo se fue gaelizando progresivamente, como sucedió en otras regiones de tradición celta durante distintos periodos históricos, produciéndose un sincretismo cultural por el cual se los conoció como hiberno-nórdicos.
La saga menciona que muchos hombres huyeron de Noruega cuando reinaba Harald Hårfagre. Pero también afirma que las islas fueron habitadas antes (posiblemente durante cientos de años, aunque la mayoría de los historiadores lo dudan).
Los noruegos que huyeron de Harald Hårfagre debían tener conocimiento sobre las islas antes de salir de Noruega. Si Grímur Kamban se instaló allí algún tiempo antes, esto podría explicar cómo los noruegos podían conocer las Feroe.

## Comparación con otros manuscritos
La versión de la saga Tryggvasonar no se corresponden con los escritos del monje irlandés y geógrafo Dicuil. Según Dicuil, los monjes irlandeses papar llegaron a las Islas Feroe antes que los vikingos procedentes de Noruega. Grímur Kamban pudo ser incluso uno de estos monjes irlandeses o, al menos, un irlandés, pero a falta de registros arqueológicos no son más que conjeturas.